# Orthomorpha weberi
Orthomorpha weberi är en mångfotingart som först beskrevs av Pocock 1894.  Orthomorpha weberi ingår i släktet Orthomorpha och familjen orangeridubbelfotingar. Inga underarter finns listade i Catalogue of Life.